# Prêmio Memorial Edward Harrison
O Prêmio Memorial Edward Harrison foi concedido de 1926 a 1979 pela Chemical Society e de 1980 a 2007 pela Royal Society of Chemistry a um químico com menos de 32 amos de idade, trabalhando nas áreas de química teórica e físico-química. Celebra o trabalho do químico Edward Frank Harrison, a quem é creditado a produção da primeira máscara de gás.
Em 2008 o prêmio foi aglutinado com a Medalha e Prêmio Meldola, formando o Prêmio Memorial Harrison-Meldola.

## Recipientes
- 1926 Charles Robert Harington
- 1929 Patrick Linstead
- 1932 Harry Julius Emeléus
- 1935 Leslie Sutton
- 1938 Alexander King
- 1941 H. Norman Rydon
- 1944 Leslie F. Wiggins
- 1947 Derek Barton
- 1950 Hugh Christopher Longuet-Higgins
- 1953 Ronald Gillespie
- 1956 Leslie Orgel
- 1959 Amyand Buckingham
- 1962 Alan Carrington
- 1965 G Williams
- 1968 Geoffrey Luckhurst
- 1971 G. Michael Bancroft
- 1974 C Masters
- 1978 Myron Evans
- 1981 Anthony Barrett
- 1984 S. K. Scott
- 1987 Kenneth Dawson
- 1988 Peter J. Knowles
- 1989 Joe Crayston
- 1990 Luet-Lok Wong
- 1991 M. J. Rosseinsky
- 1992 Colin D. Bain
- 1993 Jas Pal Badyal
- 1994 Andrew J. Orr-Ewing
- 1995 M. G. Davidson
- 1996 Helen H. Fielding
- 1997 M. Wilson
- 1998 Não houve premiação
- 1999 A. E. H. Wheatley
- 2000 Jonathan P. K. Doye
- 2001 N. E. Leadbeater, Jonathan P. Reid
- 2002 C. A. Morrison
- 2003 C. Vallance
- 2004 Sharon Ashbrook
- 2005 R. J. Allen
- 2006 Saif A. Haque
- 2007 Katherine Holt[2]
- A partir de 2009 ver Harrison-Meldola Memorial Prizes